# Wade Hampton
Wade Hampton es un lugar designado por el censo ubicado en el condado de Greenville, en el estado estadounidense de Carolina del Sur. La localidad en el año 2000 tiene una población de 20.458 habitantes en una superficie de 22.9 km², con una densidad poblacional de 900.2 personas por km². 

## Geografía
Según la Oficina del Censo, el pueblo tiene un área total de 22,9 km² (8,8 mi²), de la cual 22,7 km² (8,8 mi²) es tierra y 0,1 km² (0 mi²) (0.57%) es agua.

### Localidades adyacentes
El siguiente diagrama muestra a las localidades en un radio de 12 kilómetros (7,5 mi) de Wade Hampton.

## Demografía
En el 2000 la renta per cápita promedia del hogar era de $40,.487, y el ingreso promedio para una familia era de $54.106. El ingreso per cápita para la localidad era de $26.376. En 2000 los hombres tenían un ingreso per cápita de $40.528 contra $27.613 para las mujeres. Alrededor del 9% de la población estaba bajo el umbral de pobreza nacional. 